# Ixoroideae
Sous-famille
Ixoroideae est une sous-famille de plantes à fleurs de la famille des Rubiacées et contient environ 4 000 espèces réparties en 27 tribus,.

## Taxonomie
Sur la base de caractères morphologiques et moléculaires, les Rubiaceae ont traditionnellement été divisées en trois sous-familles : Ixoroideae (syn. Dialypetalanthoideae), Cinchoinoideae et Rubioideae. Les Ixoroideae et les Cinchoinoideae sont les espèces les plus étroitement apparentées. Les plantes appartenant aux Ixoroideae sont morphologiquement diverses, de sorte qu'aucune caractéristique dérivé commune n'a été établie pour leur classification. L’introduction de l’analyse moléculaire en systématique a grandement amélioré la classification entre les sous-familles. La classification tribale actuelle au sein de cette sous-famille est principalement soutenue par l'analyse de l'ADN chloroplastique. Les données moléculaires ont révélé la présence de 26 tribus au sein de cette sous-famille, qui comprennent au total environ 4 000 espèces,.

### Tribu
La sous-famille Ixoroideae comprend les tribus suivantes, :
Tribu Airospermeae Kainul. & B.Bremer
- Airosperma K.Schum. & Lauterb.
- Boholia Merr.

Tribu Alberteae Hook.f.
- Alberta E.Mey.
- Aulacocalyx Hook.f.

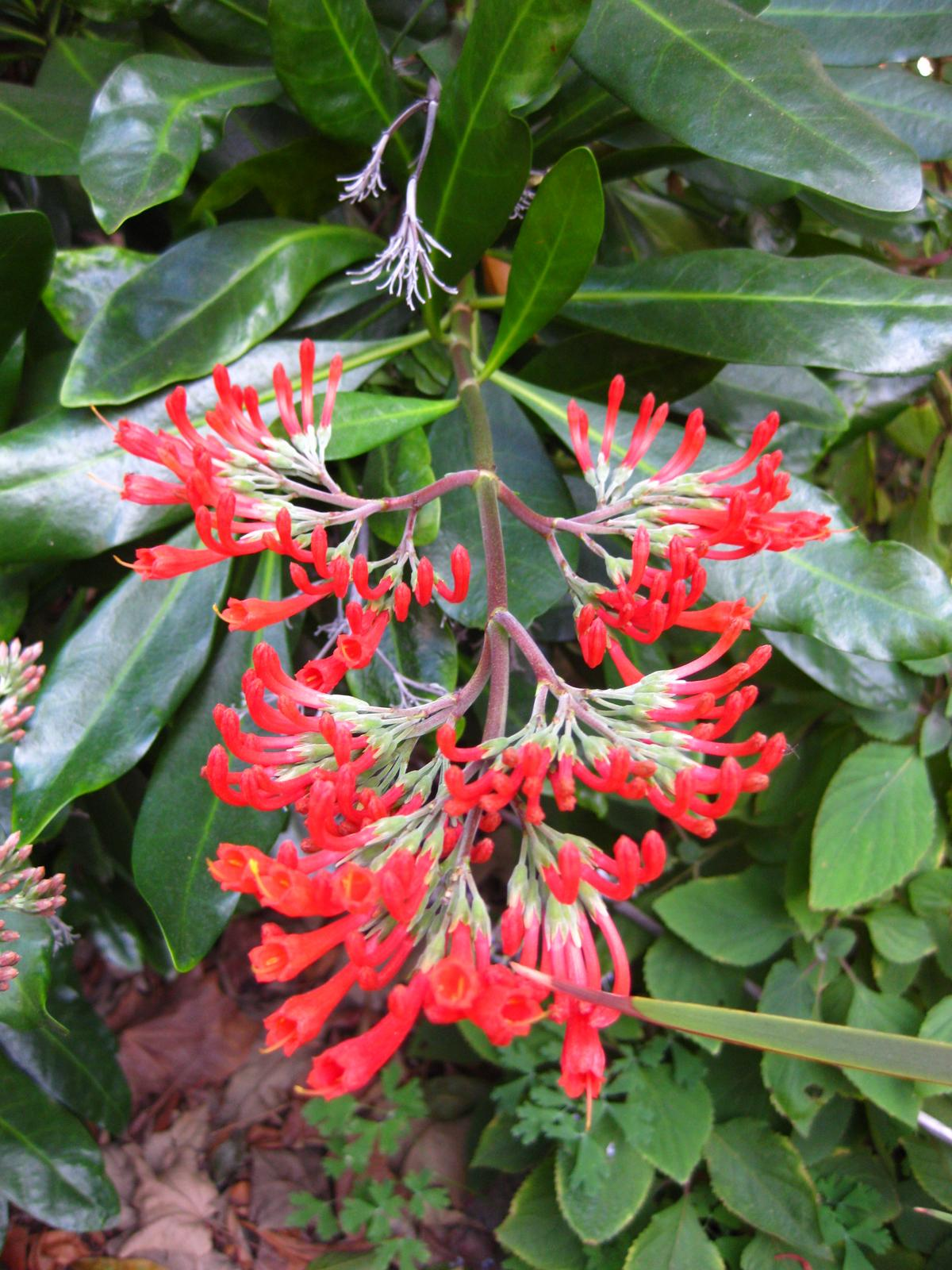
Alberta magna

- Razafimandimbisonia Kainul. & B.Bremer

Tribu Aleisanthieae Mouly, J.Florence & B.Bremer
- Aleisanthia Ridl.
- Aleisanthiopsis Tange
- Greeniopsis Merr.

Tribu Augusteae Kainul. & B.Bremer
- Augusta Pohl
- Guihaiothamnus H.S.Lo
- Wendlandia Bartl. ex DC.

Tribu Bertiereae Bridson
- Bertiera Aubl.

Tribu Coffeeae DC.
- Argocoffeopsis Lebrun
- Belonophora Hook.f.
- Calycosiphonia Pierre ex Robbr.
- Coffea L. – caféier
- Diplospora DC.
- Discospermum Dalzell
- Empogona Hook.f.
- Nostolachma T.Durand
- Sericanthe Robbr.
- Tricalysia A.Rich. ex DC.
- Xantonnea Pierre ex Pit.

Tribu Condamineeae Hook.f.
- Alseis Schott
- Bathysa C.Presl
- Bothriospora Hook.f.
- Calycophyllum DC.
- Capirona Spruce
- Chimarrhis Jacq.
- Condaminea DC.
- Dialypetalanthus Kuhlm.
- Dioicodendron Steyerm.
- Dolichodelphys K.Schum. & K.Krause
- Dolicholobium A.Gray
- Elaeagia Wedd.
- Emmenopterys Oliv.
- Ferdinandusa Pohl
- Hippotis Ruiz & Pav.
- Macbrideina Standl.
- Macrocnemum P.Browne
- Mastixiodendron Melch.
- Mussaendopsis Baill.
- Parachimarrhis Ducke
- Pentagonia Benth.
- Picardaea Urb.
- Pinckneya Michx.
- Pogonopus Klotzsch
- Rustia Klotzsch
- Schizocalyx Wedd.
- Simira Aubl.
- Sommera Schltdl.
- Tammsia H.Karst.
- Warszewiczia Klotzsch
- Wittmackanthus Kuntze

Tribu Cordiereae A.Rich. ex DC. emend. Mouly
- Agouticarpa C.H.Perss.
- Alibertia A.Rich. ex DC.
- Amaioua Aubl.
- Botryarrhena Ducke
- Cordiera A.Rich. ex DC.
- Duroia L.f.
- Glossostipula Lorence
- Kutchubaea Fisch. ex DC.
- Melanopsidium Colla
- Riodocea Delprete
- Stachyarrhena Hook.f.
- Stenosepala C.H.Perss.

Tribu Cremasporeae Bremek. ex S.P.Darwin
- Cremaspora Benth.

Tribu Crossopterygeae F.White ex Bridson
- Crossopteryx Fenzl

Tribu Gardenieae A.Rich. ex DC.
- Adenorandia Vermoesen
- Agouticarpa C.H.Press.
- Aidia Lour.
- Aidiopsis Tirveng.
- Alleizettella Pit.
- Aoranthe Somers
- Atractocarpus Schltr. & K.Krause
- Aulacocalyx Hook.f.
- Benkara Adans.
- Brachytome Hook.f.
- Brenania Keay
- Bungarimba K.M.Wong
- Calochone Keay
- Casasia A.Rich
- Catunaregam Wolf
- Ceriscoides (Hook.f.) Tirveng.
- Coddia Verdc.
- Deccania Tirveng.
- Dioecrescis Tirveng.
- Duperrea Pierre ex Pit.
- Euclinia Salisb.
- Fosbergia Tirveng. & Sastre
- Gardenia J.Ellis
- Genipa L.
- Heinsenia K.Schum.
- Himalrandia T.Yamaz.
- Hyperacanthus E.Mey. ex Bridson
- Kailarsenia Tirveng.
- Kochummenia K.M.Wong
- Larsenaikia Tirveng.
- Macrosphyra Hook.f.
- Massularia (K.Schum.) Hoyle
- Morelia A.Rich ex DC.
- Oligocodon Keay
- Oxyceros Lour.
- Phellocalyx Bridson
- Pleiocoryne Rauschert
- Porterandia Ridl.
- Preussiodora Keay
- Pseudaidia Tirveng.
- Pseudomantalania J.-F.Leroy
- Randia L.
- Rosenbergiodendron Fagerl.
- Rothmannia Thunb.
- Rubovietnamia Triveng.
- Schumanniophyton Harms
- Sphinctanthus Benth.
- Tamilnadia Tirveng. & Sastre
- Tarennoidea Tirveng. & Sastre
- Tocoyena Aubl.
- Vidalasia Tirveng.

Tribu Greeneeae Mouly, J.Florence & B.Bremer
- Greenea Wight & Arn.

Tribu Henriquezieae Benth. & Hook.f.
- Gleasonia Standl.
- Henriquezia Spruce ex Benth.
- Platycarpum Bonpl.

Tribu Ixoreae Benth. & Hook.f.
- Ixora L. – iksora

Tribu Jackieae Korth.
- Jackiopsis Ridsdale

Tribu Mussaendeae Hook.f.
- Aphaenandra Miq.
- Bremeria Razafim. & Alejandro
- Heinsia DC.
- Landiopsis Capuron ex Bosser
- Mussaenda L.
- Neomussaenda Tange
- Pseudomussaenda Wernham
- Schizomussaenda H.L.Li

Tribu Octotropideae Bedd.
- Canephora Juss.
- Didymosalpinx Keay
- Feretia Delile
- Fernelia Comm. ex Lam.
- Galiniera Delile
- Hypobathrum Blume
- Jovetia Guédès
- Kraussia Harv.
- Lamprothamnus Hiern
- Lemyrea (A.Chev.) A.Chev. & Beille
- Nargedia Bedd.
- Octotropis Bedd.
- Paragenipa Baill.
- Polysphaeria Hook.f.
- Pouchetia A.Rich. ex DC.
- Ramosmania Tirveng. & Verdc.
- Villaria Rolfe

Tribu Pavetteae A.Rich. ex Dumort.
- Cladoceras Bremek.
- Coptosperma Hook.f.
- Leptactina Hook.f.
- Nichallea Bridson
- Paracephaelis Baill.
- Pavetta L.
- Robbrechtia De Block
- Rutidea DC.
- Tarenna Gaertn.

Tribu Posoquerieae Delprete
- Molopanthera Turcz.
- Posoqueria Aubl.

Tribu Retiniphylleae Hook.f.
- Retiniphyllum Humb. & Bonpl.

Tribu Sabiceeae Bremek.
- Hekistocarpa Hook.f.
- Pentaloncha Hook.f.
- Sabicea Aubl.
- Stipularia P.Beauv.
- Tamridaea Thulin & B.Bremer
- Temnopteryx Hook.f.
- Virectaria Bremek.

Tribu Scyphiphoreae Kainul. & B.Bremer
- Scyphiphora C.F.Gaertn.

Tribu Sherbournieae Mouly & B.Bremer
- Atractogyne Pierre
- Mitriostigma Hochst.
- Oxyanthus DC.
- Sherbournia G.Don

Tribu Sipaneeae Bremek.
- Chalepophyllum Hook.f.
- Dendrosipanea Ducke
- Limnosipanea Hook.f.
- Maguireothamnus Steyerm.
- Neblinathamnus Steyerm.
- Neobertiera Wernham
- Pteridocalyx Wernham
- Sipanea Aubl.
- Sipaneopsis Steyerm.
- Steyermarkia Standl.

Tribu Steenisieae Kainul. & B.Bremer
- Steenisia Bakh.f.

Tribu Trailliaedoxeae Kainul. & B.Bremer
- Trailliaedoxa W.W.Sm. & Forrest

Tribu Vanguerieae A.Rich. ex Dumort.
- Afrocanthium (Bridson) Lantz & B.Bremer
- Bullockia (Bridson) Razafim., Lantz & B.Bremer
- Canthium Lam.
- Cuviera DC.
- Cyclophyllum Hook.f.
- Eriosemopsis Robyns
- Everistia S.T.Reynolds & R.J.F.Hend.
- Fadogia Schweinf.
- Fadogiella Robyns
- Globulostylis Wernham
- Hutchinsonia Robyns
- Kanapia Arriola & Alejandro
- Keetia E.Philipps
- Meyna Roxb. ex Link
- Multidentia Gilli
- Peponidium (Baill.) Arènes
- Perakanthus Robyns ex Ridl.
- Plectroniella Robyns
- Psydrax Gaertn.
- Pygmaeothamnus Robyns
- Pyrostria Comm. ex A.Juss.
- Robynsia Hutch.
- Rytigynia Blume
- Temnocalyx Robyns
- Vangueria Juss.
- Vangueriella Verdc.
- Vangueriopsis Robyns

## Culture et utilisations
Les Ixoroideae contiennent certains genres d’une valeur économique considérable. Parmi les genres les plus connus, on trouve Ixora et Gardenia, qui comprennent des plantes ornementales très populaires. La plus grande valeur économique se trouve cependant dans le genre Coffea, en particulier dans les espèces Coffea arabica, Coffea canephora et Coffea liberica, cultivées pour la production de café.